# 卡爾弗頓 (喬治亞州)
卡爾弗頓（英語：Culverton）是位於美國喬治亞州漢考克縣的一個非建制地區。該地的面積和人口皆未知。

## 地理
卡爾弗頓的座標為33°18′31″N 82°53′43″W / 33.30861°N 82.89528°W，而該地的平均海拔高度為169米（即554英尺）。